# Parafia św. Walentego w Walcach
Parafia Świętego Walentego w Walcach jest rzymskokatolicką parafią dekanatu Gościęcin diecezji opolskiej. Parafia została utworzona w 1330 roku. Kościół znajduje się przy ulicy Opolskiej. Prowadzą ją księża diecezjalni.